# Koszmarne sny
Uzasadnienie: po dyskusji
Koszmarne sny (fr. Les Mauvais Rêves) – komiks z serii Valerian o przygodach agenta czasoprzestrzennego i jego partnerki Laureliny. Autorem scenariusza jest Pierre Christin, a rysunki wykonał Jean-Claude Mézières, opublikowany po raz pierwszy w czasopiśmie Pilote w roku 1967 w numerach od 420 do 424, a jako album wydany w roku 1980. W Polsce ukazał się w roku po raz pierwszy w roku 2014 dzięki wydawnictwu Taurus Media. Wydany jak zbiór trzech pierwszych komiksów o przygodach Valeriana w jednym tomie wraz z dodatkami.

## Fabuła komiksu
Agent służby czasoprzestrzennej, Valerian na polecenie swojego przełożonego odbywa podróż w czasie i przestrzeni w pogoni za Xombulem nadinspektor snów, który nielegalnie porwał statek czasoprzestrzenny i przeniósł się z Galaxity stolicy Ziemi w wieku XXVIII do jedenastowiecznej Francji. We Francji w XI wieku Valerian spotyka Laurelinę, która ratuje mu życie, odtąd razem przeżywają wszystkie przygody. Podążając śladem Xombula trafiają do średniowiecznego zamczyska, gdzie wpadają w pułapkę przygotowaną na nich przez nadinspektor snów. Wyjawia im on iż przybył tu by przejąć kontrolę nad Galaxity. Planuje pozamieniać ludzi w istoty budzące lęk i grozę i sterroryzować ziemię przyszłości. Valerian częściowo mu w tym przeszkadza, lecz Xombul przenosi się do przyszłości i zgodnie z planami terroryzuje ziemię. W ślad za nim udają się Valerian wraz z Laureliną i dzięki pierścieniowi, który jest talizmanem chroniącym przed zaklęciami przywraca dawniejszy porządek, a Xombula zamienia w złowróżbne ptaszysko i zamyka w klatce.

## Bohaterowie
- Valerian agent służb czasoprzestrzennych mieszkaniec Galaxity w XXVIII wieku
- Laurelina chłopka z Francji z XI wieku
- Xombul nadinspektor snów, technokrata Pierwszego Kręgu Galaxity
- Szef, nadinspektor służb czasoprzestrzennych, technokrata Pierwszego Kręgu Galaxity

## Miejsca akcji
- Galaxity stolica Ziemi w roku 2720 i Ziemskiego Imperium Galaktycznego. Odkrycie podróży w czasie i przestrzeni w roku 2314 zmieniło życie ludzi na Ziemi, pojęcie pracy praktycznie wyszło z użycia, ludzie oddaje się przyjemnością marzeń sennych pod kontrola Służby Sennej. Galaxity jest nadzorowane przez administratorów naukowych, technokratów Pierwszego Kręgu. Bezpieczeństwo zapewniają agenci służb czasoprzestrzennych, którzy chronią Galaxity i Ziemię przed piratami nielegalnie podróżującymi w czasie.
- 18 planeta gwiazdy Arktur, mała planeta na której Valerian spędza wolny czas pracując nad rzeźbami matematycznymi
- Ziemia w XI wieku, Francja. Valerian spotyka Laureline w Lesie Arelaune - są to obecnie lasy znane jako Lasy Brotonne, które znajduje się w Seine-Maritime w Górnej Normandii.